# Thalictrum petaloideum
Thalictrum petaloideum är en ranunkelväxtart som beskrevs av Carl von Linné. Thalictrum petaloideum ingår i släktet rutor, och familjen ranunkelväxter. Utöver nominatformen finns också underarten T. p. supradecompositum.